# Osmia cordata
Osmia cordata är en biart som beskrevs av Robertson 1902. Osmia cordata ingår i släktet murarbin, och familjen buksamlarbin. Inga underarter finns listade i Catalogue of Life.